# Everest
Everest er en film, instrueret af Baltasar Kormákur, der, baseret på en virkelig hændelse, handler om en gruppe mere eller mindre erfarne bjergbestigere, der i 1996 var ved at bestige Mount Everest, da de blev overrasket af en snestorm, mens de sammen med andre ekspeditioner befandt sig i Everest Base Camp. Episoden kostede flere mennesker livet.
Filmen blev vist under Filmfestivalen i Venedig 2. september 2015, hvorefter den blev vist ved Deauville Film Festival i Frankrig to dage senere. Herefter fik filmen fra 14. september premiere rundt om i verden.

## Medvirkende
- Jason Clarke som Rob Hall
- Jake Gyllenhaal som Scott Fischer
- Josh Brolin som Beck Weathers
- Robin Wright som Peach Weathers
- Emily Watson som Helen Wilton
- Michael Kelly som Jon Krakauer
- Keira Knightley som Jan Hall
- Sam Worthington som Guy Cotter
- John Hawkes som Doug Hansen
- Martin Henderson som Andy Harris
- Elizabeth Debicki som Dr. Caroline Mackenzie
- Ingvar Sigurdsson som Anatoli Boukreev
- Naoko Mori som Yasuko Namba
- Thomas Wright som Michael Groom
- Mia Goth som Meg
- Charlotte Bøving som Lene Gammelgaard